# Arjeplogs kyrka
Arjeplogs kyrka, Sofia Magdalena, är en kyrkobyggnad i Arjeplog. Den är församlingskyrka i Arjeplogs församling i Luleå stift.

## Kyrkobyggnaden

### Den första kyrkan

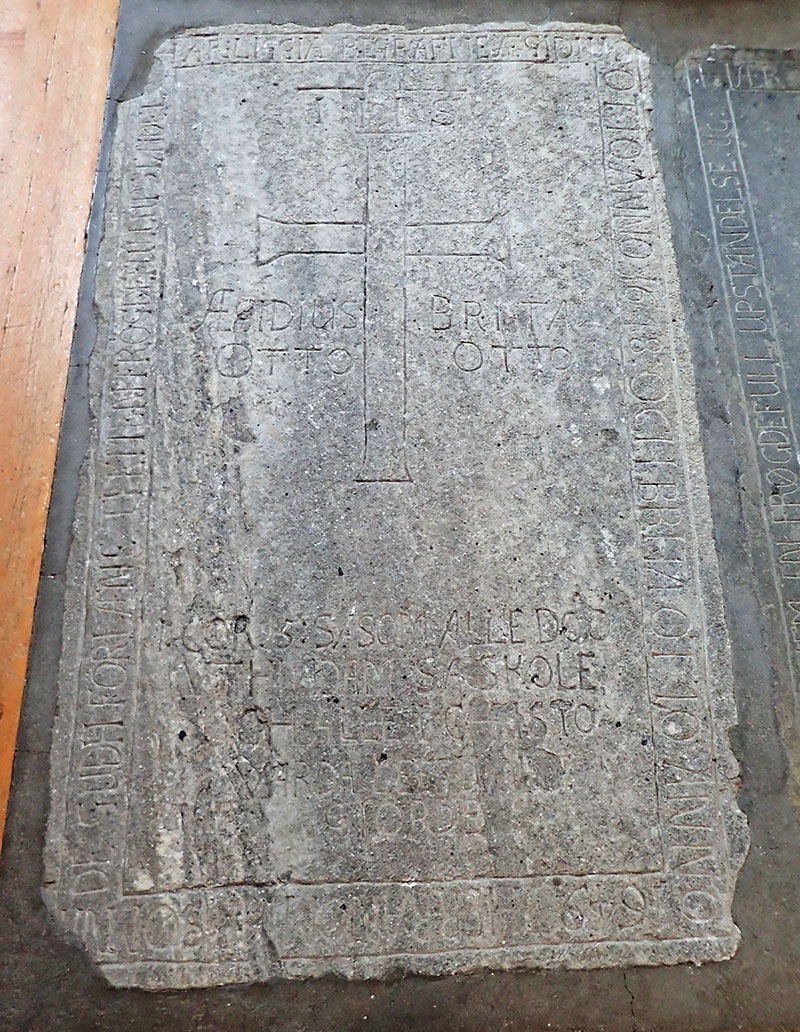
Gravhäll över barn till bergsfogden i Nasafjälls silververk, Ægidius Otto, vilka begravdes under kyrkans golv.

Den första kyrkan uppfördes enligt kyrkoboken mellan juli och augusti 1641. Timringen av kyrkan påbörjades den 28 juni 1641 på uppdrag av drottning Kristina och den 25 januari 1642 invigdes den av landshövding Frans Crusebjörn. Kyrkan hade stampat jordgolv, under vilket man begravde de döda. Man upphörde med detta under 1700-talet. Enligt ett syneprotokoll daterat den 31 januari 1741 var kyrkan uppförd av talltimmer och var inom knutarna - omräknat till dagens måttenheter - drygt 16 meter lång och 8,5 meter bred samt 15 timmervarv hög. En mer utförlig beskrivning av denna kyrka återfinns i Einar Wallquists "Arjepluogs kyrkor" (Arjeplog 1970). 
Arjeplogs första kyrkoherde, Petrus Turdinus avled troligen vintern 1641/-42. Dennes efterträdare Johannes Olai Hapstadius påbörjade mantalsskrivningen och utsågs år 1661 till kyrkoherde i Råneå. År 1662 tillträdde Johan Nicolai Læstadius kyrkoherdetjänsten i Arjeplog, stamfader till släkterna Læstadius och Læstander. 

### Den nuvarande kyrkan

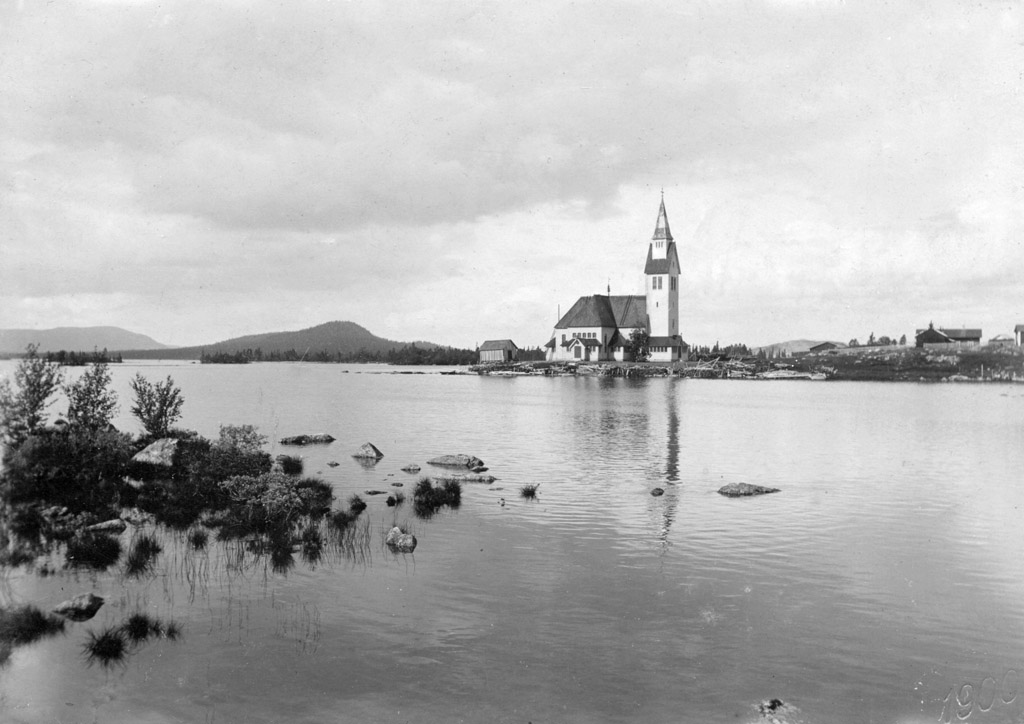
Arjeplogs kyrka år 1900.

År 1760 började man bygga en ny kyrka, denna byggdes korsformig och rödmålades. Kyrkoherde Johan Öhrling lät smida två korskrank som placerades längst fram i kyrkan. År 1894 byggdes kyrkan ut, bland annat flyttade man koret från den östra till den västra sidan vilket gör Arjeplogs kyrka till en av två sådana i Sverige. I augusti 1896 fick kyrkan sin nuvarande rosa färg. Kyrkan renoverades 1969-1970.

## Inventarier

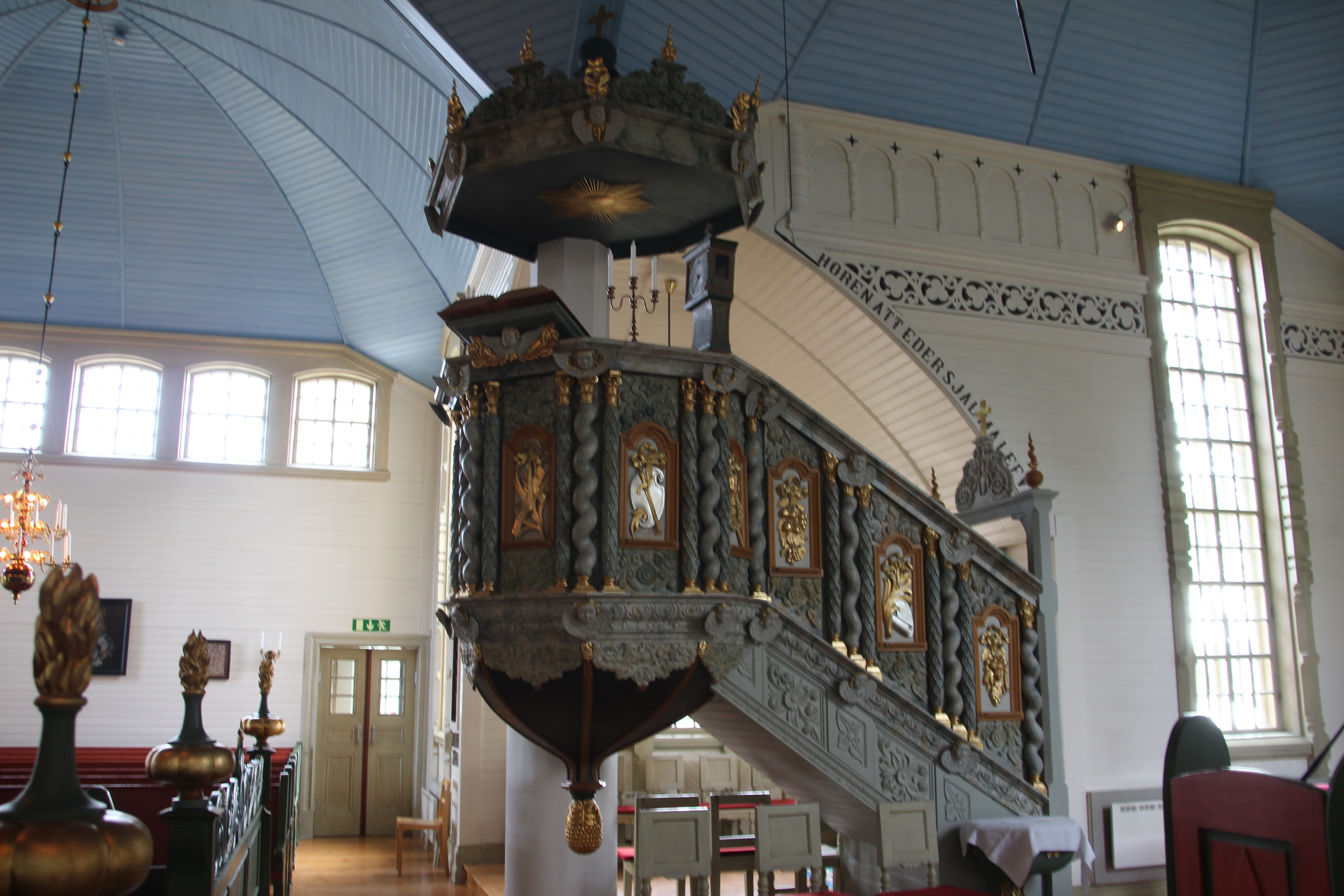
Predikstolen i Arjeplogs kyrka, sannolikt utförd av träsnidaren Nils Fluur.

- Predikstolen anses ha tillverkats av Nils Fluur 1694.[4]
- Altartavlan målades 1770 av Anders Hellberg från Piteå.
- I mars 2009 invigdes en mässkrud, en stola, ett kalkkläde och en bursa, alla med samiska motiv, bland annat Maria maljan, en kristen symbol vanligt förekommande i samiska silversmycken. Utsmyckningarna gjordes av systrarna Monika och Ulla Britta Unnes [5].
- Orgeln byggdes år 1960 av Grönlunds Orgelbyggeri AB, Gammelstad.[6]

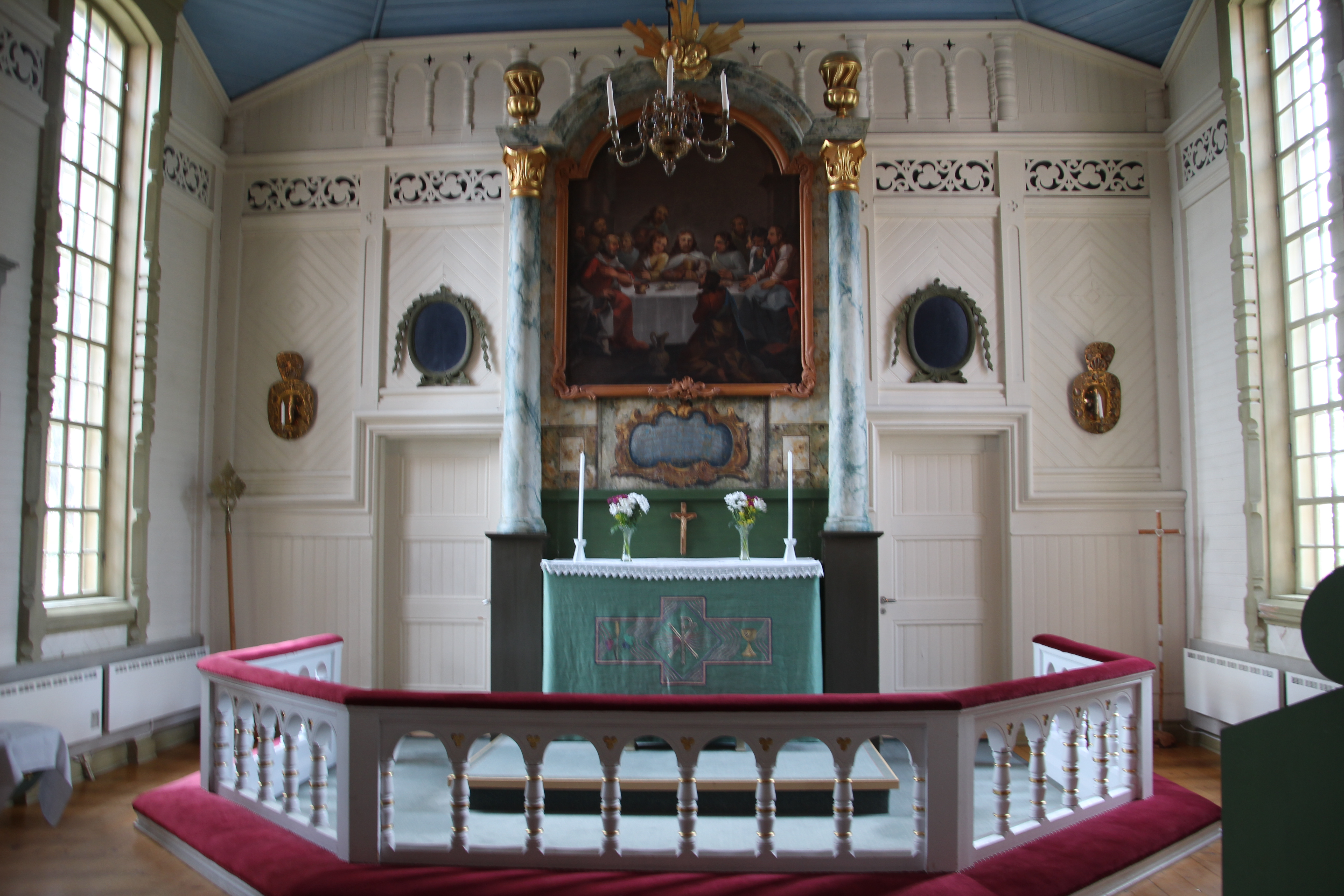
Altaret i Arjeplogs kyrka.

| Man I. Huvudverk C-g3 | Man II. Bröstverk C-g3 | Pedal        | Koppel |
| --------------------- | ---------------------- | ------------ | ------ |
| Rörflöjt 8'           | Gedackt 8'             | Subbas 16'   | II/I   |
| Principal 4'          | Rörflöjt 4'            | Oktava 8'    | II/P   |
| Spetsflöjt 4'         | Principal 2'           | Nachthorn 2' | I/P    |
| Waldflöjt 2'          | Kvint 1 1/3'           | Fagott 16'   |        |
| Mixtur 3-4 chor       | Cymbel 2 chor          | Skalmeja 4'  |        |
|                       | Krumhorn 8'            |              |        |